# Velika nagrada Katarja
Velika nagrada Katarja (arabsko: جائزة قطر الكبرى) je dirka Formule 1, ki poteka v Katarju. Prvič je bila organizirana 21. novembra 2021 na dirkališču Lusail International Circuit kot del sezone 2021. V sezoni 2022 je ni bilo, saj je Katar tega leta gostil tekme svetovnega prvenstva v nogometu. Dirka se je ponovno uvrstila v koledar Formule 1 z 10-letno pogodbo od sezone 2023 naprej. Gre za četrto dirko v zgodovini Formule 1, ki v celoti poteka ponoči, po velikih nagradah Singapurja, Bahrajna in Sahirja.

## Zgodovina
Dirka za Veliko nagrado Katarja je bila uvrščena v koledar Formule 1 septembra 2021, ko je bilo potrjeno, da bo tega leta potekala 21. novembra kot nadomestna dirka za Veliko nagrado Avstralije, ki je bila odpovedana zaradi pandemije koronavirusa. Hkrati je bilo potrjeno, da dirke v sezoni 2022 zaradi svetovnega prvenstva v nogometu ne bo, nato pa bo od sezone 2023 potekala kot redna dirka v koledarju Formule 1 vsaj deset let.
Prvo dirko za Veliko nagrado Katarja, ki je potekala na dirkališču Lusail International Circuit, je dobil Lewis Hamilton, na stopničke pa sta se uvrstila še Max Verstappen in Fernando Alonso. Potem ko je bila Velika nagrada Katarja potrjena kot redna dirka v svetovnem prvenstvu Formule 1 od sezone 2023, je bila omenjana tudi možnost ureditve novega namenskega dirkališča. Nazadnje je dirka še naprej potekala na dirkališču Lusail International Circuit.
V sezoni 2023 je bila Velika nagrada Katarja eden šestih dirkaških koncev tedna, ki so vključevali krajšo sprintersko dirko v soboto pred glavno dirko v nedeljo. Na sprinterski dirki je zmagal Oscar Piastri, ki je s tem dosegel svojo prvo zmago na tovrstni dirki. Max Verstappen je z zmago na glavni dirki osvojil svoj tretji zaporedni naslov svetovnega dirkaškega prvaka. Tudi v sezoni 2024 je bila Velika nagrada Katarja eden šestih vikendov s sprintersko dirko, ki jo je znova dobil Piastri, medtem ko je na glavni dirki slavil Verstappen.

## Zmagovalci
| Leto | Dirkač         | Konstruktor          | Poročilo |
| ---- | -------------- | -------------------- | -------- |
| 2024 | Max Verstappen | Red Bull Racing-RBPT | Poročilo |
| 2023 | Max Verstappen | Red Bull Racing-RBPT | Poročilo |
| 2021 | Lewis Hamilton | Mercedes             | Poročilo |